# Irina Lazareanu
Irina Lăzăreanu (Cluj-Napoca, 8 giugno 1982) è una modella canadese, di origine rumena.

## Carriera
Nata in Romania, nel 1999 firma un contratto con l'agenzia di moda canadese Giovanni Model Management.
Nel 2004 scrive insieme a Pete Doherty il brano musicale La Belle et la Bete, nel quale canta la collega Kate Moss. Nello stesso anno partecipa ad un tour mondiale accompagnando il gruppo di Doherty, i Babyshambles. A luglio apre le sfilate per la collezione autunnale di Anne Valérie Hash a Parigi e sfila per Chanel.
Nel 2005 è autrice della colonna sonora del film The Passenger, diretto da François Rotger. A dicembre compare nell'editoriale Extravagence de plumes della rivista francese Vogue.
Nel 2006 comincia a lavorare al disco Some Place Along The Way con il produttore Sean Lennon. A gennaio ottiene la sua prima copertina sull'edizione italiana di Vogue, fotografata da Steven Meisel. Il mese successivo chiude gli show di Marc Jacobs a New York e sfila per Prada, Christian Lacroix, Miu Miu e Yves Saint Laurent a Milano e Parigi. David Sims la fotografa per Balenciaga. A marzo partecipa ad un editoriale di Vogue Italia con Du Juan, fotografata da Paolo Roversi. È uno dei volti per la campagna pubblicitaria di Gap. Insieme a Lily Donaldson viene fotografata per Mulberry. A maggio appare in un editoriale di Numéro, fotografata da Jean-Baptiste Mondino. A luglio apre e chiude le sfilate di Chanel a Parigi. A settembre sfila per Burberry, Marni, Fendi, Alexander McQueen e Dries van Noten a Milano e Parigi. Ad ottobre è la protagonista degli editoriali di Vogue (Italia, Francia, Giappone) e W.
Nel 2007 diventa il volto della collezione Chanel's Paris-Monte Carlo, fotografata da Karl Lagerfeld che la definisce "un mix tra Coco Chanel e Anna de Noailles". A febbraio annuncia la collaborazione con Sean Lennon e Pete Doherty per la cover del brano Girl from the North Country di Bob Dylan. A marzo appare in un editoriale di Harper's Bazaar con la collega Jessica Stam e in un editoriale di Vogue Italia. Nello stesso mese compare su L'Uomo Vogue con Sean Lennon e Yōko Ono, fotografata da Greg Kadel. Ad aprile seguono gli editoriali di Harper's Bazaar (foto di Camilla Akrans) e Vogue Giappone, fotografata da Terry Richardson. Lavora per la campagna pubblicitaria di Moss's TopShop. Ad ottobre apre gli show di John Galliano a Parigi.
A febbraio 2008 apre gli show autunnali di Y-3 a New York e chiude le sfilate di Anne Valérie Hash a Parigi. Inoltre sfila per Akris, Chanel, John Galliano e Yohji Yamamoto. A luglio appare sulla copertina di MIXTE, fotografata da Chad Pittman. Diventa il volto per la campagna pubblicitaria autunnale di Sonia Rykiel. Ad ottobre è la protagonista di un editoriale di Marie Claire Italia, fotografata da François Rotger. A dicembre è la modella del mese secondo Vogue Giappone.
All'inizio del 2009 sfila per Christian Dior a Parigi. Tra marzo e agosto compare in diversi editoriali di Vogue (Cina, Giappone, Germania, Italia). A settembre partecipa alla Settimana della moda di New York sfilando per Erin Wasson e Zac Posen; apre gli show di Y-3 e chiude quelli di Ruffian.

## Vita privata
Ha avuto una relazione con il musicista inglese Pete Doherty.

## Copertine
- Cina: L'Officiel - febbraio 2009
- Francia: Mixte - giugno/luglio 2008
- Germania: Sleek - primavera 2007
- Italia: Vogue - gennaio 2006
- Giappone: Spur - marzo 2009
- Corea: W - marzo 2007
- Romania: Elle - settembre 2009
- Singapore: L'Officiel - febbraio 2009
- Spagna: Woman - settembre 2007; Neo2 - n° 36

## Agenzie
- Storm Model Agency - Londra
- Marilyn Agency - New York, Parigi
- Why Not Model Agency
- Giovanni Model Management - Montréal
- UNO - Barcellona